# ستيوارت كارسون
ستيوارت كارسون (بالإنجليزية: Stewart Carson) هو لاعب كرة الريشة جنوب أفريقي، ولد في 12 يونيو 1976 في Irvine, North Ayrshire ‏ في المملكة المتحدة.

## وصلات خارجية
- ستيوارت كارسون على موقع BWF.tournamentsoftware.com (الإنجليزية)
- ستيوارت كارسون على موقع BWFbadminton.com (الإنجليزية)
- ستيوارت كارسون على موقع اللجنة الأولمبية الدولية (الإنجليزية)
- ستيوارت كارسون على موقع أوليمبيديا (الإنجليزية)